# Anopheles cydippis
Anopheles cydippis este o specie de țânțari din genul Anopheles, descrisă de Meillon în anul 1931. Conform Catalogue of Life specia Anopheles cydippis nu are subspecii cunoscute.